# Batalha de Táuris
A Batalha de Táuris foi uma batalha naval travada em 47 a.C. durante a Segunda Guerra Civil da República Romana entre a frota pompeiana, comandada por Marco Otávio, e a frota cesariana, liderada por Públio Vatínio. Os cesarianos derrotaram completamente os pompeianos.

## Contexto
O almirante pompeiano Marco Otávio havia sido apontado por Marco Calpúrnio Bíbulo para vigiar o mar Adriático e impedir a travessia de César para a Ilíria; em 49 a.C., Otávio capturou ali o cesariano Públio Cornélio Dolabela e sua frota de quarenta navios. Caio Antônio tentou avançar com quinze coortes pela costa ilírica, mas, acossado pela frota pompeiana e pelas tribos ilírias em terra, acabou se rendendo em Curicta e teve seus homens incorporados ao exército de Pompeu. No ano seguinte, Aulo Gabínio marchou com suas tropas para ajudar o questor Quinto Cornifício, o Jovem pela mesma rota por ordem de César, que estava no Epiro.

## Batalha
Depois da vitória de Júlio César na Batalha de Farsalos, Otávio sitiou Epidauro, onde estava a guarnição de Cornifício, por terra e pelo mar. Em resposta, o almirante cesariano Públio Vatínio o atacou em Táuris (moderna Šćedro, na Croácia), derrotando-o completamente. Otávio fugiu do Adriático e Epidauro foi libertada. Vatínio foi saudado como imperator por seus homens, obteve a honra de um supplicatio do Senado Romano em 45 a.C. e permaneceu no comando da província até o final da guerra.

## Eventos posteriores
Cornifício foi nomeado governador da Síria em 45 a.C. e lutou contra Quinto Cecílio Basso. Depois do assassinato de Júlio César, em 44 a.C., ele se desentendeu com Marco Antônio e acabou proscrito pelo Segundo Triunvirato. É provável que ele tenha morrido na Batalha de Filipos. 
Otávio se refugiou na África e comandou a frota pompeiana na região até sua morte em 46 a.C..